# Hermelindo Accioli de Barros Pimentel
Hermelindo Accioli de Barros Pimentel (? — ?) foi um político brasileiro.
Foi presidente da província de Alagoas, de 16 de julho a 6 de agosto de 1880.